# 感状
感状（かんじょう、旧字体：感狀）は、主として軍事面において特別な功労を果たした下位の者に対して、上位の者がそれを評価・賞賛するために発給した文書のこと。本項では主に日本の事例について詳述する。

## 中世・近世

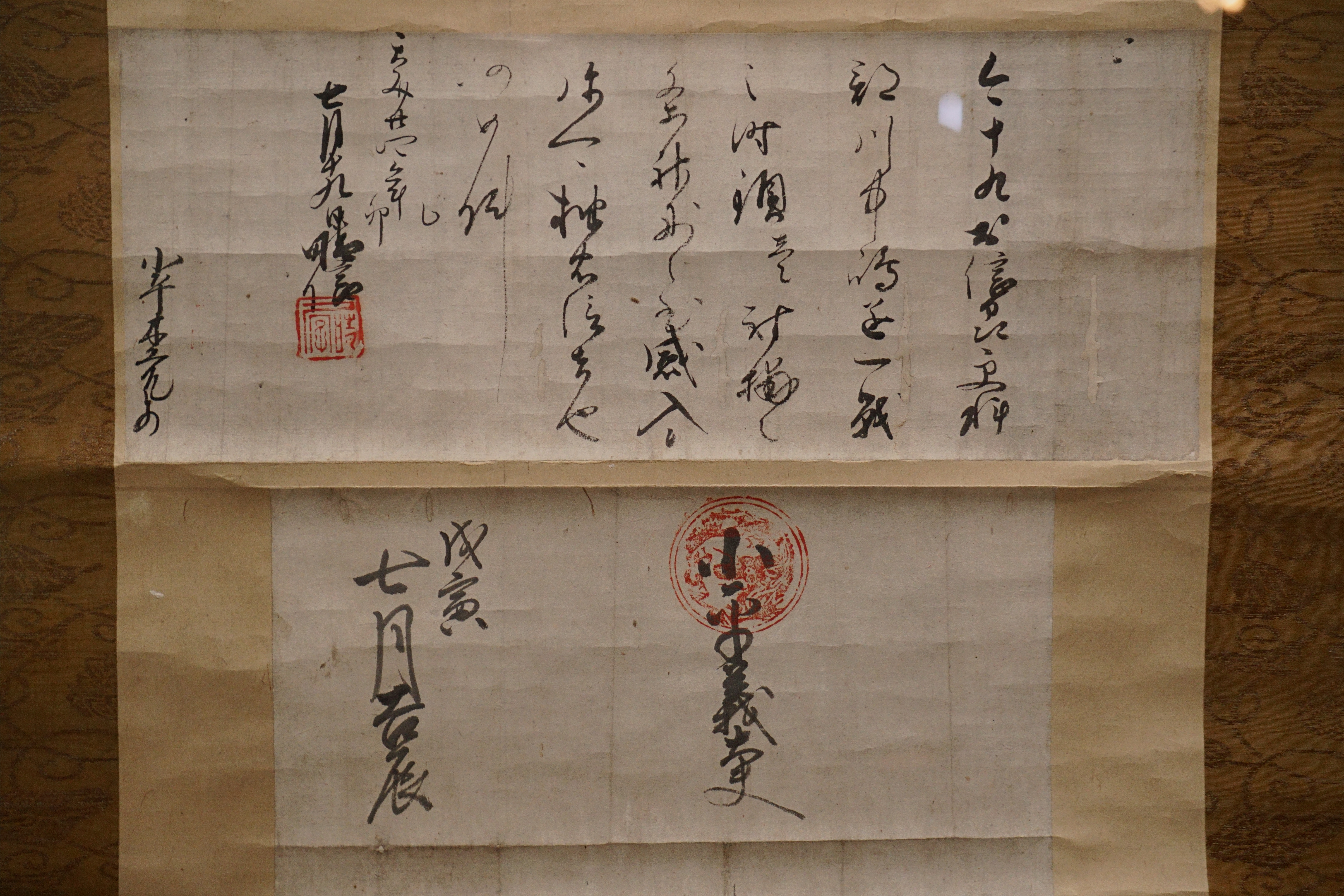
川中島の戦いにおいて武田晴信が発給した感状（本間美術館所蔵）

武士が自己の家臣の忠義を賞賛することを「御感（ぎょかん）」と呼び、これを書状化したことから、感状と呼ばれていたと考えられている。論功行賞は、家臣自ら主将に対して｢軍忠状｣を提出し、それを主将側が審議した上で下される。
古くは鎌倉時代から見られ、武将に対し主君や高位の官職にある者がその武勲を称え下賜した。今日の表彰である。感状は主君や高位者の直筆・花押によって書かれていた。室町幕府将軍による感状は御教書形式であり、公文書としての価値も有していた。感状は武人としての力量の裏付けと見なされたため、武士の地位や所属の変動が頻繁であった戦国時代では重視され、特に再仕官の際に重要なものであった。
江戸時代においても武功を立てた者などに引き続き感状が出されている。大坂の陣でも多くの感状が幕府などから出された。一番槍を果たした横川重陳（池田忠雄配下）が得た感状の例では、徳川家康直々の花押入りのものとなっている。

## 近代
近代では軍隊（日本軍）で高級指揮官（司令官および高級団隊長）が隷下部隊や将兵に対し贈る栄誉の一つで、賞状の形で送られ、顕著な戦功を挙げた者が対象となる。法的根拠としては1904年に制定された軍令の陸海軍感状授与規程に基づき行われる（制定前にも感状授与の例はある）。授与権者は師団長以上の高級指揮官で抜群の戦功が条件となるが、敵司令官を生け捕った場合や敵の軍旗を奪取した時も対象となった。部隊自体に贈られる場合と個人に贈られる場合があり、前者は「部隊感状」後者は｢個人感状｣と称されることもあり、なかでも「個人感状」は拝受の少なさから最高級の栄誉と見なされる。感状の拝受者はその事実を部下に公表するものとされ、また軍部大臣（陸海軍大臣）は授与権者より感状授与の報告を受けた場合には、速やかにその事実及び経緯を大元帥たる天皇に対して上奏するとともに、全軍に対しても布告することとされていた。
栄誉には政府として勲章の授与もあるが、感状は高級指揮官の判断で授与できる為勲章に比べ比較的多く発行された。感状は戦死者のみならず生存者・部隊に対しても積極的に授与されており、日中戦争（支那事変）当時の1940年（昭和15年）に生存者授与が停止し戦死者授与のみになった金鵄勲章（相応の武功を挙げた軍人軍属が拝受）の事実上の代替品にもなっている。
なお、一式戦「隼」をもって活躍し加藤隼戦闘隊として太平洋戦争（大東亜戦争）当時から広く知られていた陸軍航空部隊の飛行第64戦隊は、敗戦までに日本軍最多の合計7枚の感状を拝受している（うち1枚は戦隊長加藤建夫陸軍少将の個人感状、さらに第64戦隊の前身部隊である飛行第2大隊時代を含めると合計9枚）。
1937年12月、日中戦争（支那事変）において中国空軍と交戦し戦功を挙げた支那方面艦隊所属の南郷茂章海軍大尉（のち海軍少佐に特進）には艦隊司令官より次の感状が贈られた。

## 返り感状
返感状ともいう。
普通は、主君から家臣へ武勲を称え送られるが、戦った相手に感銘を受け、武勲を称え、感状を送る事もあった。
上杉謙信は川中島の戦いで槍を突いてきた向井与左衛門へ、感状とその時に受けた槍跡のある羽織を送った。
戊辰戦争時、土佐藩の広田弘道は二本松少年隊の岡山篤次郎の遺骸に感状と「君がため二心なき武士の　命は捨てよ名は残るらん」の弔歌を添えて遺族へ返還した。

## 関連文献
- 湯浅常山『常山紀談』
- 二本松史談会『双松碑文集（復刻版）』2002年